# 田村一郎 (哲学者)
田村 一郎（たむら いちろう、1934年 - ）は、日本の哲学者。鳴門教育大学名誉教授。専攻は近世ドイツ哲学。

## 経歴
北海道出身。北海道大学文学部西洋哲学専攻科卒業。同大学文学研究科西洋哲学専攻科博士課程満期退学。1996年「18世紀ドイツ思想と「秘儀結社」-カントおよびフィヒテの場合」で北大文学博士となる。鳴門市における第一次大戦時のドイツ人俘虜収容所について調査を行った。
札幌商科大学（のち札幌学院大学）助教授、鳴門教育大学教授に就任し、1998年に定年退職して名誉教授に就任。その後、鳴門市ドイツ館館長に就任した。2007年館長を退任。

## 著書
- ドイツ観念論における「自律思想」の展開 北海道大学図書刊行会 1989.1
- 十八世紀ドイツ思想と「秘儀結社」 上 多賀出版 1994.2
- 「心の貧しさ」を考える 人間性の探究 編著 北樹出版 1997.4
- どこにいようと、そこがドイツだ 板東俘虜収容所入門 編著 鳴門市ドイツ館 2006.3
- 板東俘虜収容所の全貌 所長松江豊壽のめざしたもの 朔北社 2010.1

## 翻訳
- マルクス主義 歴史的・批判的研究 G.リヒトハイム 奥山次良,八木橋貢共訳 みすず書房 1974
- 全体的自由 フィヒテの政治哲学 ベルナルト・ヴイルムス 青山政雄共訳 木鐸社 1976.12
- フィヒテ全集 第2巻 初期政治論 井戸慶治共訳 晢書房 1997.9

## 参考
- 著書記載略歴、国会図書館